# Anolis chrysolepis
Espèce
Synonymes
- Norops chrysolepis (Duméril & Bibron, 1837)
- Anolis refulgens Duméril & Bibron, 1837
- Draconura nitens Wagler, 1830
- Anolis lentiginosus O’Shaughnessy, 1875
- Anolis nummifer O’Shaughnessy, 1875
- Anolis turmalis O’Shaughnessy, 1875
- Anolis longicrus Roux, 1907

Anolis chrysolepis est une espèce de sauriens de la famille des Dactyloidae.

## Répartition
Cette espèce se rencontre au Guyana, au Suriname, en Guyane et au Brésil en Amapá et au Pará.

## Publication originale
- Duméril & Bibron, 1837 : Erpétologie Générale ou Histoire Naturelle Complète des Reptiles. Librairie. Encyclopédique Roret, Paris, vol. 4, p. 1-570 (texte intégral).